# Championnat de Moldavie de football 2016-2017
Navigation
Saison 2015-2016 Saison 2017
Le championnat de Moldavie de football 2016-2017 est la 26e édition de ce championnat. Pour cette saison, onze clubs évoluent dans la Divizia Națională et rencontrent trois fois chacun de leurs adversaires. Champion pour la quatorzième fois de son histoire à l'issue de la saison 2015-2016, le Sheriff Tiraspol remet son titre en jeu.
Le Sheriff Tiraspol remporte finalement le quinzième titre de champion de Moldavie de son histoire en battant aux tirs au but le FC Dacia Chișinău lors d'un match décisif pour le titre, les deux formations ayant terminé à égalité de points en tête du classement final.

## Participants
| Club                    | Localisation | Stade                      | Capacité      |
| ----------------------- | ------------ | -------------------------- | ------------- |
| FC Academia Chișinău    | Chișinău     | Stade CPSN                 | 1 000 places  |
| FC Dacia Chișinău       | Chișinău     | Stadionul Moldova          | 8 550 places  |
| FC Dinamo-Auto Tiraspol | Tiraspol     | Stade Dinamo-Auto          | 3 525 places  |
| FC Milsami Orhei        | Orhei        | Complexul Sportiv Raional  | 2 539 places  |
| FC Petrocub             | Hîncești     | Stadionul Orășenesc        | 1 500 places  |
| FC Saxan                | Ceadîr-Lunga | Stade Ceadîr-Lunga         | 2 000 places  |
| FC Sheriff Tiraspol     | Tiraspol     | Bolshaya Sportivnaya Arena | 13 460 places |
| Speranța Nisporeni      | Nisporeni    | Stadionul Mircea Eliade    | 2 500 places  |
| CF Ungheni              | Ungheni      | Stade Ungheni              | 1 000 places  |
| FC Zaria Bălți          | Bălți        | Stade Olimpia Bălți        | 5 953 places  |
| FC Zimbru Chișinău      | Chișinău     | Stade Zimbru               | 10 600 places |

## Compétition

### Classement
Le barème de points servant à établir le classement se décompose ainsi :
- Victoire : 3 points
- Match nul : 1 point
- Défaite : 0 point

Mise à jour : 30 mai 2017
| Rang | Équipe                   | Pts | J  | G  | N  | P  | Bp | Bc | Diff |
| ---- | ------------------------ | --- | -- | -- | -- | -- | -- | -- | ---- |
| 1    | FC Sheriff Tiraspol T'C' | 69  | 30 | 22 | 3  | 5  | 71 | 15 | +56  |
| 2    | FC Dacia Chișinău        | 69  | 30 | 22 | 3  | 5  | 54 | 15 | +39  |
| 3    | FC Milsami Orhei         | 68  | 30 | 22 | 2  | 6  | 57 | 20 | +37  |
| 4    | FC Zaria Bălți           | 65  | 30 | 20 | 5  | 5  | 56 | 21 | +35  |
| 5    | FC Zimbru Chișinău       | 46  | 30 | 13 | 7  | 10 | 32 | 29 | +3   |
| 6    | FC Petrocub              | 34  | 30 | 8  | 10 | 12 | 31 | 38 | -7   |
| 7    | Speranța Nisporeni       | 29  | 30 | 7  | 8  | 15 | 24 | 35 | -11  |
| 8    | FC Academia Chișinău     | 27  | 30 | 8  | 3  | 19 | 21 | 52 | -31  |
| 9    | FC Dinamo-Auto Tiraspol  | 23  | 30 | 5  | 8  | 17 | 31 | 58 | -27  |
| 10   | FC Saxan                 | 19  | 30 | 5  | 4  | 21 | 23 | 57 | -34  |
| 11   | FC Ungheni P             | 17  | 30 | 4  | 5  | 21 | 19 | 79 | -60  |

|  | Ligue des champions 2017-2018, 2e tour de qualification                                  |
|  | Ligue Europa 2017-2018, 1er tour de qualification                                        |
|  | Le club est dissout.                                                                     |
|  | Relégation directe en Divizia A                                                          |
|  | T : Tenant du titre C : Vainqueur de la Coupe de Moldavie P : Promu de deuxième division |

### Match en or
Le FC Dacia Chișinău et le FC Sheriff Tiraspol ayant terminé la saison régulière avec le même nombre de points (69), un match en or a lieu le 30 mai 2017 au Stade Zimbru de Chișinău afin de d'attribuer le titre de champion de Moldavie.
| 30 mai 2017 | FC Sheriff Tiraspol  | 1 - 1 a. p. | FC Dacia Chișinău    | Stade Zimbru, Chișinău |  |
|             | 37e Vitalie Damașcan |             | 73e Veaceslav Posmac |                        |  |
|             | Tirs au but 3 – 0    |             |                      |                        |  |

## Bilan de la saison
| Championnat de Moldavie de football 2016-2017 |                                 |
| Champion                                      | FC Sheriff Tiraspol (15e titre) |
| Coupes et trophées                            |                                 |
| Vainqueur de la Coupe de Moldavie 2016-2017   | FC Sheriff Tiraspol             |
| Qualifications continentales                  |                                 |
| Ligue des champions 2017-2018                 | FC Sheriff Tiraspol             |
| Ligue Europa 2017-2018                        | FC Dacia Chișinău               |
| Ligue Europa 2017-2018                        | FC Milsami Orhei                |
| Ligue Europa 2017-2018                        | FC Zaria Bălți                  |
| Promotions et relégations                     |                                 |
| Promus en Divizia Națională                   | FC Sfintul Gheorghe             |
| Promus en Divizia Națională                   | FC Spicul Chișcăreni            |
| Relégués en Divizia "A"                       | CF Ungheni                      |